# 蒂芙尼 (科羅拉多州)
蒂芙妮（英語：Tiffany）是位於美國科羅拉多州拉普拉塔縣的一個非建制地區。該地的面積和人口皆未知。

## 地理
蒂芙妮的座標為37°01′58″N 107°32′57″W / 37.03278°N 107.54917°W，而該地的平均海拔高度為1933米（即6342英尺）。